# Партамасір
Партамасір (вірм. Պարթամասիր; †114) — цар Великої Вірменії (113–114) з династії Аршакідів, молодший син парфянського царя Пакора II.

## Життєпис
Партамасір був одним із трьох синів парфянського царя Пакора II. Мало відомо про його життя до сходження на вірменський трон.
Після зречення престолу Пакора II, на парфянський трон зійшов його брат Хосров I. Останній, на відміну від свого брата, який не бажав протистояти римлянам, 113 року вторгся до Вірменії та усунув від влади затвердженого імператором Траяном царя Ашхадара, старшого сина Пакора II, замінивши того на свого ставленика Партамасіра. Незважаючи на це Хосров усе ж намагався уникнути конфлікту із Римом, відрядивши до Траяна посольство з проханням затвердження Партамасіра як царя Вірменії. Незважаючи на всі прохання й умовляння, Траян відмовив парфянському царю та, вважаючи його дії порушенням Рандейської мирної угоди, розпочав війну проти Вірменії та Парфії.
114 року римські війська вступили до меж Великої Вірменії та рушили на Арташат. Не зумівши організувати оборону країни, Партамасір здався римлянам. Прибувши до табору Траяна, він зняв з голови діадему й поставив її біля ніг імператора, розраховуючи отримати її назад. Однак, його сподівання не виправдались: Траян позбавив його престолу й анексував Вірменію. Римська окупація, однак, тривала не довго. Надалі, після смерті Траяна 117 року, римські війська залишили країну, та Вірменія відновила свою незалежність.
Самого Партамасіра було звільнено за умови, що той залишить Вірменію, однак під час спроби втечі від римлян, які його супроводжували, його заарештували та стратили за наказом Траяна.